# Huy chương Quân giải phóng Việt Nam
Huy chương Quân giải phóng Việt Nam là một loại huy chương của Nhà nước Việt Nam Dân chủ Cộng hòa (nay là Nhà nước Cộng hòa Xã hội Chủ nghĩa Việt Nam), đặt ra theo Sắc lệnh số 54-SL ngày 2 tháng 2 năm 1958 của Chủ tịch nước Việt Nam Dân chủ Cộng hòa. Theo Luật Thi đua - Khen thưởng (ban hành ngày 26 tháng 11 năm 2003) thì Huy chương Quân giải phóng Việt Nam không còn tồn tại trong thang bậc khen thưởng của Nhà nước Việt Nam.
Huy chương Quân giải phóng Việt Nam để tặng hoặc truy tặng cho quân nhân có công lao xây dựng Quân đội Nhân dân Việt Nam và chiến đấu trong thời kỳ trước Cách mạng tháng Tám năm 1945 mà có thành tích dưới mức tiêu chuẩn thưởng Huân chương Quân giải phóng Việt Nam hạng ba.
Huy chương Quân giải phóng Việt Nam không chia hạng. Thẩm quyền tặng, truy tặng Huy chương Quân giải phóng Việt Nam do Thủ tướng Chính phủ quyết định.
Cho đến nay, Huy chương Quân giải phóng Việt Nam chưa từng được tặng hoặc truy tặng cho bất kỳ quân nhân nào.